# Rivière L'Acadie
Rivière L'Acadie är ett vattendrag i Kanada.   Det ligger i provinsen Québec, i den sydöstra delen av landet, 190 km öster om huvudstaden Ottawa.
Omgivningarna runt Rivière L'Acadie är en mosaik av jordbruksmark och naturlig växtlighet. Runt Rivière L'Acadie är det ganska tätbefolkat, med 207 invånare per kvadratkilometer.